# Fuad Ibrahim
Fuad Ibrahim (Bik'a, 15 de agosto de 1991) é um futebolista etíope que atua como meia.

## Carreira
Fuad Ibrahim representou o elenco da Seleção Etíope de Futebol no Campeonato Africano das Nações de 2013.